# Hohenbuehelia

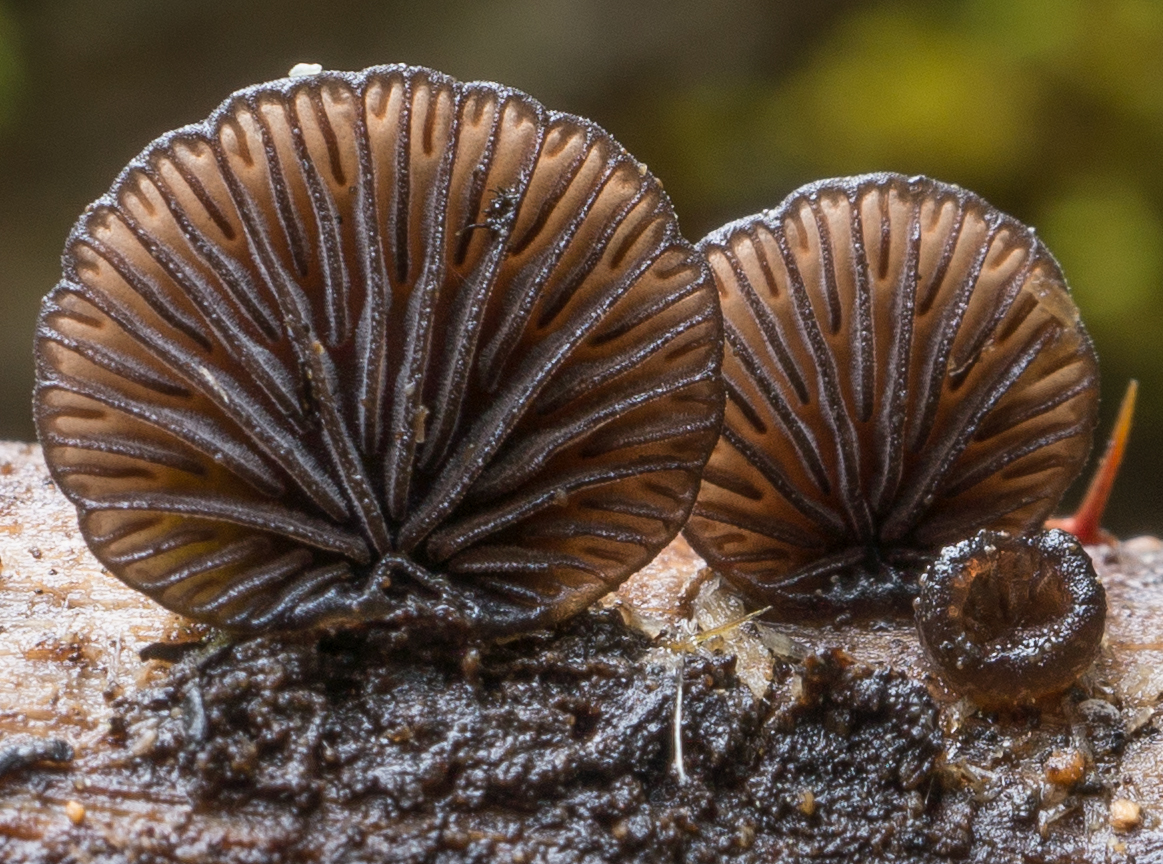
Bocznianka szarawa

Hohenbuehelia Schulzer (bocznianka) – rodzaj grzybów należący do rodziny boczniakowatych (Pleurotaceae).

## Charakterystyka
Owocniki zwykle siedzące, rzadko z trzonem, z galaretowatą warstwą pod skórką. Bazydiospory gładkie, szkliste, nieamyloidalne ze sprzążkami u podstawy. U wszystkich gatunków na powierzchni blaszek występują metuloidy (u niektórych gatunków są bardzo niepozorne), u niektórych również na kapeluszu. Charakterystyczne tylko dla Hohenbuehelia jest występowanie cheilocystyd typu ‘gloeosphex’, ale są one małe i łatwe do przeoczenia. Są to cystydy z klepsydrowatą, często rozwidloną końcówką otoczoną kropelką śluzu.
Zwykle grzyby saprotroficzne, czasami grzyby pasożytnicze. Są także grzybami nicieniobójczymi. Ich grzybnia w podłożu atakuje nicienie za pomocą znajdujących się na strzępkach cyst strzępkowych. Cysty takie wytwarzają także ich kiełkujące konidia.

## Systematyka i nazewnictwo
Pozycja w klasyfikacji według Index Fungorum: Pleurotaceae, Agaricales, Agaricomycetidae, Agaricomycetes, Agaricomycotina, Basidiomycota, Fungi.
Synonimy naukowe: Acanthocystis (Fayod) Kühner, Geopetalum Pat., Pleurotus sect. Acanthocystis Fayod.
Nazwę polską zarekomendował Władysław Wojewoda w 1979 r., dawniej w polskim piśmiennictwie mykologicznym rodzaj ten opisywany był też jako muszelka.
Gatunki występujące w Polsce:
- Hohenbuehelia abietina Singer & Kuthan 1980[6]
- Hohenbuehelia atrocoerulea (Fr.) Singer – bocznianka niebieskoszara
- Hohenbuehelia auriscalpium (Maire) Singer 1951[7]
- Hohenbuehelia cyphelliformis (Berk.) O.K. Mill. 1986[7]
- Hohenbuehelia fluxilis (Fr.) P.D. Orton – bocznianka białoszara
- Hohenbuehelia grisea (Peck) Singer – bocznianka szarawa
- Hohenbuehelia josserandii Consiglio & Setti 2017[6]
- Hohenbuehelia longipes (Boud.) M.M. Moser – bocznianka długonoga
- Hohenbuehelia mastrucata (Fr.) Singer 1951[7]
- Hohenbuehelia petaloides (Bull.) Schulzer – bocznianka brązowawa
- Hohenbuehelia pinacearum Thorn 1986[6]
- Hohenbuehelia unguicularis (Fr.) O.K. Mill. 1986 – tzw. odgiętka cylindrycznozarodnikowa
- Hohenbuehelia reniformis (G. Mey.) Singer – bocznianka nerkowata
- Hohenbuehelia thornii Consiglio & Setti 2017[6]
- Hohenbuehelia tremula (Schaeff.) Thorn & G.L. Barron – bocznianka żółtobrązowa

Nazwy naukowe na podstawie Index Fungorum. Wykaz gatunków i nazwy polskie według W. Wojewody i innych.